# Nanzen-ji
Nanzen-ji (南禅寺?, Nanzen-ji), o Zuiryusan Nanzen-ji, precedentemente noto come Zenrin-ji (禅林 寺?, Zenrin-ji), è un tempio Zen situato a Kyoto, in Giappone. Il tempio fu costruito nel 1291 dall'imperatore Kameyama nello stesso luogo dove precedentemente si ergeva un suo palazzo. Al suo interno ospita la scuola buddista di Rinzai Zen. Il recinto del tempio è considerato un tesoro storico nazionale e i giardini di Hōjō sono noti per la bellezza del loro paesaggio.
Il Nanzen-ji era il vertice giapponese del c.d. "Sistema delle Cinque Montagne".

## Citazioni letterarie
Nanzen-ji viene citato e descritto nel noto romanzo Il padiglione d'oro dello scrittore giapponese Yukio Mishima, in occasione di una visita al tempio zen del protagonista della storia con un compagno: "Il tempio Nanzen apparteneva, come il Rokuonji, al gruppo Rinzai, ma non aderiva alla scuola Sokokuji ed anzi era il quartier generale di un'altra scuola che aveva lo stesso suo nome (...) Ammirvamo i vivaci dipinti sul soffitto, attribuiti a Tanyu Marunobu di scuola Kano e a Hogan Tokuetsu di scuola Tosa" (Milano, Universale Economica Feltrinelli, 1990, p.51).